# Квасниця Ілля Сергійович
Ілля Сергійович Квасниця (нар. 20 березня 2003, с. Дорошівці, Чернівецька область, Україна) — український футболіст, нападник львівських «Карпат». Учасник молодіжного чемпіонату Європи 2025 у складі молодіжної збірної України.

## Ігрова кар'єра
Вихованець футбольної школи чернівецької «Буковини» (тренер — Юрій Крафт), також тренувався у системах ДЮСШ «Шахтар» (Донецьк) та «Карпати» (Львів). З вересня 2020 року гравець клубу української Прем'єр-ліги «Рух» (Львів) — перші два роки виступав виключно в юнацько-молодіжній команді, де був одним із лідерів команди та став одним з найяскравіших гравців чемпіонату. Паралельно у 2021 та 2022 виступав за резервну команду «Рух-2» в Прем'єр-лізі Львівської області, за підсумками сезону 2022 був включений до списку претендентів на відзнаку найкращому півзахисникові обласної прем'єр-ліги, але набрав лише 1 голос проти 9 в переможця Богдана Іванченка. За дорослу команду дебютував в сезоні 2022/23 в матчі проти одеського «Чорноморця», а дебютним голом відзначився вже в наступному сезоні, а саме в матчі 2-го туру української Прем'єр-ліги проти полтавської «Ворскли».

### Виступи за збірні
Запрошувався у юнацькі збірні України різних вікових категорій, в складі яких провів 6 матчів та відзначився одним голом. З серпня 2023 року гравець молодіжної збірної України, за яку дебютував 8 вересня того ж року у товариському матчі проти Німеччини. 12 жовтня того ж року відзначився дебютним голом в кваліфікаційному матчі чемпіонату Європи U-21 проти Люксембургу, а через кілька днів потому влучний «постріл» Іллі на 90+4 хвилині приніс першу в історії офіційну звитягу над молодіжною збірною Англії. У травні 2024 року отримав виклик до табору Олімпійської збірної України, у якої в період із 30 травня до 17 червня був запланований навчально-тренувальний збір та участь у міжнародному турнірі Моріса Ревелло у Франції. Проте клуб за який грає Ілля не відпустив його, посилаючись на його виснажливість після проведеного сезону.

## Досягнення

### Командні
«Рух» U-19
- Юнацький чемпіонат України:
  -  Чемпіон (2): 2021/22, 2022/23

### Особисті
- Кращий гравець року в команді «Рух» (Львів): 2023 (за версією вболівальників[16])

## Статистика
Станом на 20 січня 2025 року
| Сезон     | Команда       | Чемпіонат    | Чемпіонат | Чемпіонат | Кубок | Кубок | Кубок |
| Сезон     | Команда       | Змаг.        | Матчі     | Голи      | Змаг. | Матчі | Голи  |
| --------- | ------------- | ------------ | --------- | --------- | ----- | ----- | ----- |
| 2022—2023 | «Рух» (Львів) | Прем'єр-ліга | 8         | 0         | —     | —     | —     |
| 2023—2024 | «Рух» (Львів) | Прем'єр-ліга | 30        | 8         | КУ    | 2     | 1     |
| 2024—2025 | «Рух» (Львів) | Прем'єр-ліга | 17        | 4         | КУ    | 1     | 0     |

| «Рух U-19 / U-21» (2020—2023) |       |                          |
| Турніри                       | Матчі | Кількість забитих м'ячів |
| Прем'єр-ліга (U-21)           | 6     | 0                        |
| Прем'єр-ліга (U-19)           | 60    | 16                       |
| Всього                        | 66    | 16                       |

## Сім'я
Старший брат Євген (2001 р.н.) — теж гравець лінії атаки, на професійному рівні виступав за чернівецьку «Буковину».